# Biais de confirmation
Pour les articles homonymes, voir Confirmation (homonymie).
 (mai 2019).
Si vous disposez d'ouvrages ou d'articles de référence ou si vous connaissez des sites web de qualité traitant du thème abordé ici, merci de compléter l'article en donnant les références utiles à sa vérifiabilité et en les liant à la section « Notes et références ».
Le biais de confirmation, également dénommé biais de confirmation d'hypothèse, est un mécanisme cognitif qui consiste à privilégier les informations confirmant ses idées préconçues ou ses hypothèses, ou à accorder moins de poids aux hypothèses et informations jouant en défaveur de ses conceptions, ce qui se traduit par une réticence à changer d'avis. Ce biais se manifeste chez un individu lorsqu'il rassemble des éléments ou se rappelle toutes les informations mémorisées de manière sélective pour les interpréter d'une manière biaisée.
Les biais de confirmation apparaissent notamment autour de questions de nature affective et concernant des opinions ou croyances établies par les gens. Par exemple, pour s'informer d'un sujet controversé, une personne pourra préférer lire des sources qui confirment ou affirment son point de vue plutôt que ceux qui la contredisent. Elle aura aussi tendance à interpréter des preuves équivoques pour appuyer sa position actuelle. Les biais dans la recherche, l'interprétation et le rappel de la mémoire ont été invoqués pour expliquer l'attitude de polarisation (quand un désaccord devient plus extrême, même si les différentes parties sont confrontées à la même preuve), de persévérance de conviction (quand la croyance persiste après que les preuves la soutenant sont démontrées fausses), l'effet de primauté irrationnelle (une plus forte importance pour les premières données rencontrées) et l'illusion de corrélation (par laquelle les personnes perçoivent à tort une association entre deux événements ou situations).
Une série d'expériences dans les années 1960 suggère que les individus sont biaisés en faveur de la confirmation de leurs croyances actuelles. Des travaux ultérieurs ont expliqué ces résultats par une tendance à évaluer les idées d'une manière unilatérale, mettant l'accent sur une possibilité unique et ignorant les alternatives. En combinaison avec d'autres effets, cette stratégie de pensée peut biaiser les conclusions qui sont atteintes. Pour expliquer les biais observés, on invoque notamment le rôle du désir dans la pensée (cf. Pensée désidérative) et les limitations de la capacité humaine au traitement de l'information. Une autre hypothèse est que les individus montrent un biais de confirmation parce que, d'une manière pragmatique, ils évaluent le coût d'être dans l'erreur, plutôt que d'enquêter d'une manière neutre ou scientifique.
Les biais de confirmation contribuent à l'excès de confiance dans les croyances personnelles et peuvent maintenir ou renforcer les croyances face à des preuves contraires. Ils peuvent donc conduire à des décisions désastreuses, en particulier dans des contextes organisationnels, militaires, politiques ou sociaux.

## Types
Le biais de confirmation est un effet dans le traitement de l'information, distinct de l'effet comportemental de confirmation, aussi appelé prophétie autoréalisatrice, par lequel les gens se comportent de manière à réaliser leurs attentes. Certains psychologues emploient « biais de confirmation » pour désigner toutes méthodes utilisées par des personnes pour éviter le rejet d'une croyance, que ce soit dans la recherche de preuves, l'interprétation, ou l'appel à la mémoire. D'autres limitent le terme à la collecte sélective de preuves.

### Recherche biaisée d'information
Des expériences ont relevé à plusieurs reprises que les gens ont tendance à tester les hypothèses d'une manière unilatérale, par la recherche de preuves compatibles avec l'hypothèse qu'ils détiennent à un moment donné,. Plutôt que de chercher à travers tous les éléments de preuve pertinents, ils posent des questions qui sont formulées de manière qu'une réponse affirmative soutenant leur hypothèse leur soit donnée. Ils recherchent les conséquences que l'on observerait si leur hypothèse était vraie, plutôt que ce qui se passerait si elle était fausse. Par exemple, si quelqu'un essaie d'identifier un nombre en utilisant des interrogations oui/non et soupçonne que le nombre est 3, il demandera préférentiellement par exemple : « est-ce un nombre impair ? » Les gens préfèrent ce genre de question, appelé « test positif », même si un test négatif tel que « est-ce un nombre pair ? » (réponse : non) donnerait exactement la même information. Toutefois, cela ne signifie pas que les gens cherchent des tests qui sont garantis pour donner une réponse positive. Dans les études où les sujets pouvaient choisir entre des pseudo-tests diagnostiques (pair/impair) et de véritables tests diagnostiques (oui/non), ils favorisent les véritables tests,.
La préférence pour les tests positifs n'est pas en soi un biais, puisque les tests positifs peuvent être très informatifs. Cependant, en conjonction avec d'autres effets, cette stratégie peut confirmer des croyances ou des hypothèses déjà existantes, indépendamment de savoir si elles sont vraies. Dans les situations du monde réel, la preuve est souvent complexe et décomposée. Par exemple, diverses idées contradictoires au sujet de quelqu'un pourraient chacune être relevées en se concentrant sur un seul aspect de son comportement. Ainsi, toute recherche de preuve en faveur d'une hypothèse est susceptible de réussir. Une illustration de ceci est la façon dont la formulation d'une question peut considérablement modifier la réponse. Par exemple, les personnes à qui on demande « Êtes-vous satisfait de votre vie sociale ? » rapportent une plus grande satisfaction que ceux interrogés avec « Êtes-vous insatisfait de votre vie sociale ? »
Même un petit changement dans le libellé d'une question peut affecter la façon dont les gens cherchent l'information disponible, et donc les conclusions auxquelles ils parviennent. Ceci a été démontré en utilisant un cas fictif de garde d'enfant. Les sujets lisent que le parent A est moyennement apte à assurer la garde, pour de multiples raisons. Le parent B avait un mélange de qualités saillantes positives et négatives : une relation étroite avec l'enfant, mais un travail qui le tiendrait loin de l'enfant pour de longues périodes. Lorsqu'on demanda « Quel parent devrait avoir la garde de l'enfant ? » les sujets pointèrent les attributs positifs et une majorité choisirent le parent B. Toutefois, lorsque la question était : « Quel parent devrait se voir refuser la garde de l'enfant ? » ils examinèrent les attributs négatifs, mais là encore, une majorité désigna le parent B, ce qui implique que le parent A devrait avoir la garde.
Des études similaires ont démontré comment les gens s'engagent dans une recherche biaisée d'information, mais aussi que ce phénomène peut être limité par une préférence pour les véritables tests diagnostiques, quand ils sont possibles. Dans une première expérience, les sujets devaient évaluer une autre personne sur les dimensions d'introversion et extraversion d'une personnalité, sur la base d'une entrevue. Ils ont choisi les questions d'entrevue à partir d'une liste donnée. Lorsque la personne interrogée a été présentée comme un introverti, les sujets ont choisi des questions qui présument de l'introversion, telles que : « Qu'est-ce que vous trouvez désagréable dans les fêtes bruyantes ? » Lorsque la personne interrogée a été préalablement décrite comme extravertie, presque toutes les questions présumaient de l'extraversion, telles que : « Que feriez-vous pour animer une fête ennuyeuse ? » Ces questions chargées donnèrent peu ou bien aucune opportunité aux personnes interrogées pour infirmer les hypothèses à leur propos. Toutefois, dans une version plus récente de cette expérience, il fut proposé aux sujets de choisir des questions moins présomptives, telles que : « Avez-vous peur des interactions sociales ? » Les sujets préférèrent poser ces genres de questions diagnostiques (oui/non), démontrant seulement un faible biais pour les tests positifs. Ce modèle d'une préférence principale pour des tests diagnostics, et une faible préférence pour des tests positifs, a été reproduit dans d'autres études.
Une autre expérience proposa aux sujets une tâche particulièrement complexe de découverte de règles, comprenant le déplacement d'objets simulés par ordinateur. Les objets sur l'écran de l'ordinateur suivaient des lois spécifiques, que les sujets avaient à comprendre. Ils pouvaient « incendier » les objets sur l'écran pour vérifier leurs hypothèses.[à vérifier] Malgré de nombreuses tentatives durant une session de dix heures, aucun des sujets n'arriva à définir les règles du système. En général, ils ont cherché à confirmer plutôt qu'infirmer leurs hypothèses, et ils étaient réticents à envisager des alternatives. Même après avoir vu la preuve qui objectivement réfutait leur hypothèse de travail, ils ont fréquemment continué à refaire les mêmes tests. Certains des sujets étaient instruits des manières appropriées de conduire des « tests d'hypothèses », mais cette instruction n'a eu quasiment aucun effet.
Cette recherche biaisée est facilitée par la massification de l'information et sa fragmentation (presse, radio, télévision, internet) qui favorisent la propagation des rumeurs, des théories du complot ou des calomnies, phénomène que Gérald Bronner appelle « théorème de la crédulité informationnelle ».

### Interprétation biaisée

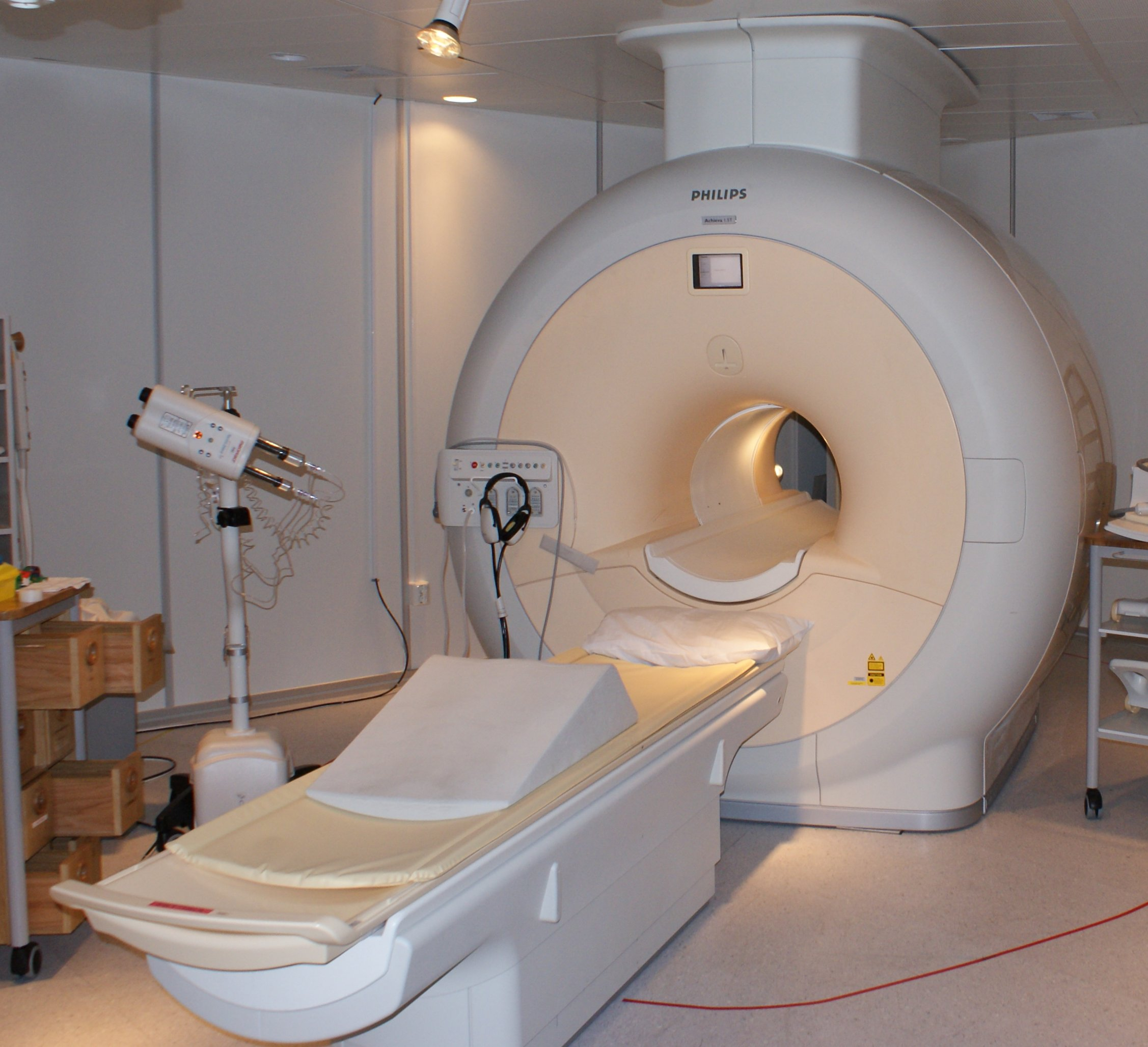
Un scanner à IRM a permis aux chercheurs d'examiner la manière dont le cerveau humain gérait des informations embarrassantes.

Le biais de confirmation n'est pas limité à la collecte de preuves. Même si deux individus détiennent la même information, la façon dont ils l'interprètent peut être biaisée. Une équipe de l'université Stanford a mené une expérience avec des sujets aux opinions très fortes à propos de la peine capitale, la moitié de ceux-ci en sa faveur et l'autre moitié contre,. Chacun de ces sujets lisait les descriptions de deux études ; une comparaison des États américains avec et sans la peine de mort, et une comparaison des taux d'assassinat dans un état avant et après l'introduction de la peine de mort. Après lecture d'une brève description de chaque étude, les sujets devaient indiquer si leurs opinions avaient changé. Ils ont ensuite lu un compte rendu beaucoup plus détaillé de la procédure de chaque étude et ont dû évaluer si les recherches étaient convaincantes et bien conduites. En fait, les études étaient fictives. Il a été dit à une moitié des participants que la première étude confirmait l'effet dissuasif de la peine capitale et que la seconde ne montrait pas de corrélation, et les conclusions étaient inversées pour l'autre moitié des participants,.
Les sujets, qu'il s'agisse des partisans ou des opposants, ont rapporté n'avoir que légèrement dévié de leur opinion initiale à la lecture de la première étude. Une fois qu'ils ont lu les descriptions plus détaillées des deux études, ils sont presque tous revenus à leur croyance d'origine, malgré les preuves présentées, pointant des détails qui soutienaient leur point de vue, et négligeant les éléments contradictoires. Les sujets décrivaient précisément et explicitement les études soutenant leur point de vue préexistant comme supérieures à celles qui le contredisaient,. À propos d'une étude semblant contester l'effet de dissuasion, un partisan de la peine de mort a écrit : « La recherche n'a pas couvert une période de temps suffisamment longue », quand un opposant a déclaré à propos de cette recherche : « Aucune preuve solide permettant de contredire les chercheurs n'a été présentée. » Ces résultats illustrent que les gens fixent des normes plus strictes pour les hypothèses qui vont à l'encontre de leurs attentes actuelles. Cet effet, connu aussi sous le terme de « biais de non confirmation », a été soutenu par d'autres expériences.
Une étude de l'interprétation biaisée a eu lieu lors de l'élection présidentielle américaine de 2004, et a porté sur des sujets qui se décrivaient comme passionnés par les candidats. On leur a exposé des paires de déclarations apparemment contradictoires, provenant du candidat républicain George W. Bush, du candidat démocrate John Kerry, ou d'une figure publique neutre. On leur exposa aussi des déclarations supplémentaires qui modéraient l'apparente contradiction. À partir de ces trois éléments d'information, ils ont dû décider si les deux déclarations d'une même personnalité étaient incohérentes. Il y avait de fortes différences dans ces évaluations, avec des sujets beaucoup plus susceptibles d'interpréter les déclarations comme contradictoires quand elles venaient du candidat auquel ils s'opposaient:1951.
Dans cette expérience, les sujets émettaient leurs jugements dans un scanner à résonance magnétique (IRM) qui suivait leur activité cérébrale. Lorsque les sujets évaluaient les déclarations contradictoires de leur candidat préféré, les centres émotionnels de leur cerveau étaient stimulés. Au contraire, cette stimulation ne se produisait pas avec les déclarations des autres personnalités. Les chercheurs ont déduit que les différentes réponses aux déclarations n'étaient pas dues à des erreurs de raisonnement passif. Au lieu de cela, les sujets ont activement réduit la dissonance cognitive induite par la découverte du comportement irrationnel ou hypocrite de leur candidat préféré:1956.
L'interprétation biaisée ne se limite pas aux domaines émotionnellement significatifs. Dans une autre expérience, les sujets écoutaient l'histoire d'un vol. Ils devaient évaluer l'importance probante des déclarations affirmant qu'un certain personnage était responsable ou non de ce vol. Quand ils émettaient l'hypothèse de la culpabilité du personnage, ils évaluaient les déclarations soutenant cette hypothèse comme beaucoup plus importantes que celles qui la contredisaient.

### Mémoire biaisée
Même si quelqu'un a cherché des preuves et les a interprétées d'une manière neutre, il peut ensuite s'en souvenir de manière sélective afin de renforcer ses attentes. Cet effet est appelé « mémoire sélective », « mémoire de confirmation » ou « accès biaisé à la mémoire ». Les théories psychologiques diffèrent dans leurs prédictions quant à la mémoire sélective. Des schémas théoriques prédisent que les informations correspondant aux attentes antérieures seront plus facilement stockées et rappelées. Certaines approches alternatives soutiennent que les informations surprenantes se distinguent plus, et sont donc plus mémorables. Les prédictions de ces deux types de théories ont été confirmées dans différents contextes expérimentaux, mais aucune théorie ne s'est particulièrement distinguée.
Dans une étude, les sujets lisaient le profil d'une femme qui décrivait un ensemble de comportements introvertis et extravertis. Ils devaient ensuite rappeler des exemples de son introversion et son extraversion. Un premier groupe a été informé qu'il s'agissait d'une évaluation pour un poste de bibliothécaire, tandis que pour le second groupe il s'agissait d'un emploi dans la vente immobilière. Il est apparu une différence significative entre ce que ces groupes se sont rappelé, avec le groupe « bibliothécaire » se rappelant plus d'exemples de l'introversion, et le groupe « vente » plus d'exemples du comportement extraverti.
Un effet de mémoire sélective a également été démontré dans des expériences qui manipulaient le caractère désirable de différents types de personnalité. Dans l'une de celles-ci, un groupe de sujets était confronté à des éléments montrant que les personnes extraverties ont plus de succès que les introvertis. Un autre groupe était confronté à des preuves contraires. Dans une étape suivante, apparemment sans rapport avec l'étude, les sujets étaient invités à se rappeler les événements de leur vie où ils avaient été soit introvertis, soit extravertis. Chaque groupe de sujets a fourni plus de souvenirs les liant eux-mêmes au type de personnalité « plus désirable », et se rappelèrent ces souvenirs plus rapidement.
Une étude a montré comment la mémoire sélective peut maintenir la croyance en la perception extrasensorielle. Croyants et incrédules ont chacun été confrontés à des descriptions d'expériences de perception extrasensorielle. La moitié de chaque groupe a été informée que les résultats expérimentaux confirmaient l'existence de la perception extrasensorielle, tandis que pour l'autre moitié les résultats ne confirmaient pas cette existence. Dans l'étape suivante, les sujets ont rappelé précisément les éléments, sauf parmi les croyants qui avaient lu les éléments qui ne soutenaient pas la perception extra-sensorielle. Ce groupe se souvenait beaucoup moins des informations et certains de ses membres se les sont rappelées de manière incorrecte comme prouvant l'existence de la perception extrasensorielle.

## Effets connexes

### Effet «retour de flamme»
Un biais cognitif similaire constaté chez les individus est l'effet « retour de flamme » (backfire effect). Ici, les individus confrontés à des preuves en contradiction avec leur croyance ont tendance à les rejeter et à se refermer davantage sur leur croyance initiale. L'expression est inventée par Brendan Nyhan et Jason Reifler.

### Polarisation de l'opinion
Quand les individus ayant des vues opposées interprètent de nouvelles informations d'une manière biaisée, leurs points de vue respectifs peuvent progresser encore plus loin. C'est ce qu'on appelle « polarisation des attitudes ». Cet effet a été démontré par une expérience qui demandait de tirer une série de boules rouges et noires de l'un des deux « paniers de bingo » cachés. Les sujets savaient que l'un des paniers contenait 60 % de boules noires et 40 % de rouges, l'autre panier 40 % noires et 60 % rouges. Les expérimentateurs observèrent les réactions des sujets, lorsque des boules de couleurs opposées sortaient à leur tour, une séquence qui ne favorisait aucun des paniers. Après que chaque boule avait été tirée, les sujets d'un groupe étaient invités à formuler à haute voix leur jugement de la probabilité que les boules appartiennent à l'un ou l'autre panier. Ces sujets devenaient plus confiant après chaque tirage successif. Qu'ils pensassent initialement que le panier était probablement celui avec 60 % de boules noires ou bien celui avec 60 % des boules rouges, leur estimation de la probabilité de cette idée augmentait. Un autre groupe de sujets a été invité à prédire le panier seulement à la fin de la séquence de tirage des boules, plutôt qu'après chaque tirage. Ces derniers sujets ne montraient pas l'effet de polarisation, ce qui suggère que cet effet ne se produit pas nécessairement lorsque les individus ont simplement des opinions opposées, mais plutôt quand ils expriment ouvertement ces opinions.

### Persistance des croyances discréditées
Le biais de confirmation peut expliquer pourquoi certaines croyances persistent alors que leurs preuves initiales ont été éliminées. L'effet de persévérance de la croyance a été démontré par une série d'expériences utilisant ce qu'on appelle le « paradigme de debriefing » : des sujets examinent les preuves truquées d'une hypothèse, leur changement d'attitude est mesuré, puis ils apprennent que les preuves étaient fictives. Leurs attitudes sont ensuite mesurées une nouvelle fois, pour vérifier si leur croyance revient à son niveau précédent. Une conclusion typique est qu'au moins certaines croyances initiales demeurent, même après un débriefing complet. Dans une expérience, les sujets devaient distinguer des lettres de suicide vraies et fausses. Le rapport de clarification était aléatoire : à certains on expliquait qu'ils avaient correctement évalué, à d'autres qu'ils avaient mal évalué. Même après avoir été entièrement débriefé, les sujets étaient encore influencés par le compte-rendu aléatoire. Ils pensaient toujours avoir évalué mieux ou pire que la moyenne ces tâches, en fonction du rapport qui avait été fait de leur évaluation initiale.
Dans une autre étude, les sujets lisaient les évaluations professionnelles de deux pompiers, ainsi que leurs réponses à un test d'aversion au risque. Ces données fictives ont été organisées pour montrer une association soit positive soit négative entre l'attitude de prise de risque et l'efficacité professionnelle. Même si ces études de cas avait été vraies, elles auraient été des preuves scientifiquement pauvres. Cependant, les sujets les trouvèrent subjectivement convaincantes. Lorsque les études de cas furent révélées fictives, la croyance des sujets dans un lien diminua, mais environ la moitié de l'effet original resta. Des entrevues de suivi ont établi que les sujets avaient compris le débriefing et l'avait pris au sérieux. Les sujets semblaient faire confiance au débriefing, mais ils jugeaient que les informations discréditées n'entraient pas en considération de leur croyance personnelle.

### Préférence pour des informations préliminaires
Des expériences ont montré qu'une information a un impact plus fort quand elle apparaît au début d'une série, même si chaque information est d'importance égale. Par exemple, les gens se forment une meilleure impression de quelqu'un que l'on décrit comme « intelligent, travailleur, impulsif, critique, têtu, envieux » que quand on leur donne les mêmes mots dans l'ordre inverse. Cet effet de primauté irrationnelle est indépendant de l'effet de récence dans laquelle les premiers éléments d'une série laissent une trace plus forte dans la mémoire. Cet effet s'explique par un biais d'interprétation : en prenant connaissance des premiers éléments d'une série, les gens se forment une hypothèse de travail qui affecte la façon dont ils interprètent le reste de l'information.
Une démonstration de cet effet de primauté irrationnelle concernait des jetons de couleur tirés de deux urnes. La distribution en couleur des jetons dans les deux urnes est différente. Les sujets étaient préalablement informés de la distribution dans chacune des deux urnes. On montrait aux sujets un tirage supposé de 60 jetons extraits d'une des deux urnes. Ils devaient ensuite estimer la probabilité que le tirage fût issu de la première ou de la deuxième urne. En fait, le tirage était truqué et les couleurs apparaissaient dans un ordre préétabli. Les 30 premiers tirages favorisaient une urne et les 30 suivants l'autre. Finalement, la série de 60 tirages était neutre. Cependant, les sujets favorisaient l'urne suggérée par les 30 premiers tirages.
Une autre expérience reposait sur la vision d'un diaporama d'un objet unique, apparaissant flou au départ et devenant de plus en plus net ensuite. Après chaque transparent, les sujets devaient énoncer leur meilleure suggestion concernant la nature de l'objet. Les sujets dont les premières suppositions étaient fausses persistaient avec celles-ci, et cela même si l'image devenait au fur et à mesure suffisamment nette de façon à rendre l'objet facilement identifiable.

### Association illusoire entre événements
La corrélation illusoire est la tendance à percevoir des corrélations inexistantes dans un ensemble de données. Dans une expérience, les sujets étaient invités à lire un ensemble d'études de cas psychiatriques, incluant notamment des réponses au test de la tache d'encre de Rorschach. Ils ont indiqué que les hommes homosexuels présents dans l'ensemble d'études étaient plus susceptibles de rapporter avoir vu des fesses, anus ou des figures sexuellement ambiguës dans les tests de taches d'encre. En fait, les études de cas psychiatriques présentées étaient fictives et, dans une version de l'expérience, étaient écrites de telle sorte que ce que les hommes homosexuels soient moins sujets à reporter ce type d'images. Dans une enquête, un groupe de psychanalystes expérimentés ont rapporté le même ensemble d'associations fantaisistes avec l'homosexualité.
Une autre étude a répertorié les symptômes ressentis par des patients arthritiques ainsi que les conditions climatiques sur une période de quinze mois. Tous les patients, sauf un, étaient persuadés que leurs douleurs étaient liées aux conditions météorologiques, bien que la corrélation réelle fût nulle.
Cet effet est une sorte de biais d'interprétation, dans le sens qu'une preuve neutre objectivement ou non favorable est interprétée de façon à renforcer des croyances préexistantes. Pour juger si deux évènements, tels que la maladie et le mauvais temps, sont corrélés, les gens se fient beaucoup au nombre de cas positif-positif : dans cet exemple, les cas 'douleur ressentie - mauvais temps'. Ils prêtent moins d'attention aux autres cas (pas de douleur et/ou beau temps). Cet effet peut aussi refléter la mémoire sélective dans la mesure où les gens peuvent avoir le sentiment que les deux évènements sont corrélés, car il est plus facile de se rappeler les moments où ils se sont produits en même temps.
| Jours          | Pluie | Pas de pluie |
| -------------- | ----- | ------------ |
| Arthrite       | 14    | 6            |
| Pas d'arthrite | 7     | 2            |

Dans l'exemple fictif ci-dessus, les syndromes d'arthrite sont plus probables les jours non pluvieux. En effet, durant les jours de pluie, 66 % (14/21) de personnes souffrent de l'arthrite contre 75 % (6/8) de personnes qui souffrent de cette maladie durant les jours où il n'y a pas de pluie. Il est donc plus probable de souffrir de l'arthrite durant les jours non pluvieux. Cependant, les gens auront tendance à se focaliser sur le nombre relativement grand de jours durant lesquels il y a eu à la fois mauvais temps et recensement de symptômes d'arthrite. En concentrant leur attention sur une seule cellule du tableau plutôt que sur les quatre, les gens ont alors tendance à mal interpréter la relation entre conditions climatiques et arthrite.

## Histoire

### Observations informelles

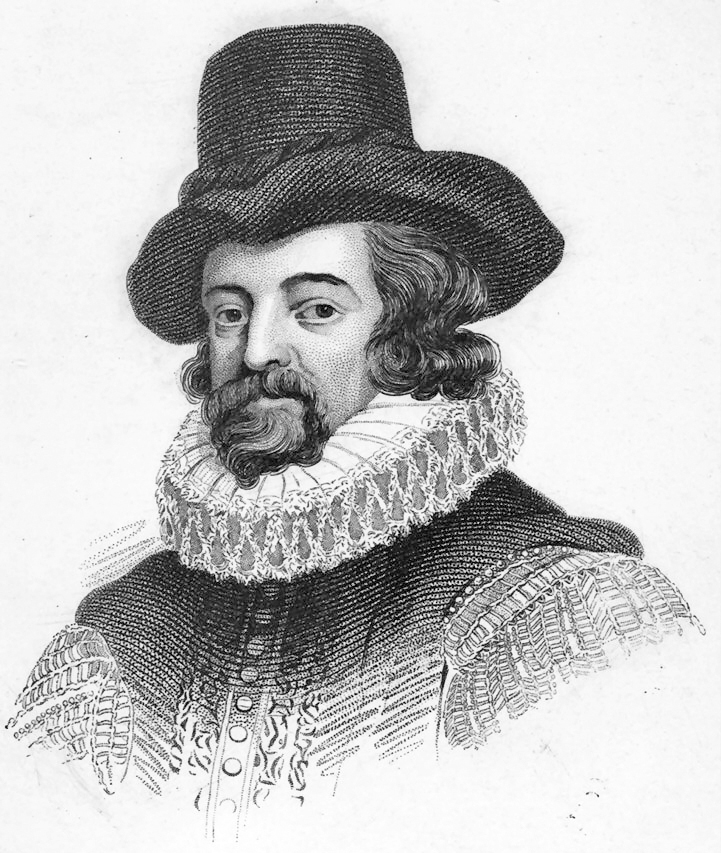
Francis Bacon (1561-1626).

Avant les premières recherches en psychologie sur le biais de confirmation, ce phénomène avait été observé de manière anecdotique par des écrivains et philosophes.
Le philosophe et scientifique anglais Francis Bacon soutient que l'évaluation biaisée des éléments de preuve a conduit à « toutes les superstitions, que ce soit dans l'astrologie, les rêves, les présages, les jugements divins ou choses similaires ». Bacon écrit ainsi dans le novum organum (1620) :

« Une fois que la compréhension humaine a adopté une opinion […] elle aborde toutes les autres choses pour la supporter et soutenir. Et bien qu'il puisse être trouvé des éléments en nombre ou importance dans l'autre sens, ces éléments sont encore négligés ou méprisés, ou bien grâce à quelques distinctions mis de côté ou rejetés. »

Dans Pensées sur la comète (1683), texte critiquant la superstition et la tradition, le philosophe français Pierre Bayle (1647-1706) aborde le biais de confirmation et son explication par le désir :

« Là dessus ils ne consultent pas tant l'Histoire pour savoir si leur persuasion est véritable, que pour trouver qu'elle est veritable : & on ne sauroit dire l'illusion que cela fait aux sens & au jugement. En effet il arrive de là qu'on observe beaucoup mieux les faits que l'on desire de trouver, que les autres, & que l'on grossit ou que l'on diminue la qualité des evenemens selon la preoccupation. »

Dans son essai Qu'est-ce que l'art ? (en), l'écrivain russe Léon Tolstoï (1828-1910) écrit :

« Je sais que la plupart des hommes — non seulement ceux qui sont considérés intelligents, mais même ceux qui sont très intelligents et capables de comprendre les plus difficiles problèmes scientifiques, mathématiques ou philosophiques — peuvent très rarement discerner la vérité même la plus simple et évidente, s'il faut pour cela qu'ils admettent la fausseté des conclusions qu'ils ont formées, et peut-être avec encore plus de difficulté, les conclusions dont ils sont fiers, qu'ils ont enseigné à d'autres, et sur lesquelles ils ont construit leur vie. »

### Recherches de Wason sur les tests d'hypothèse
Le terme « biais de confirmation » (anglais : confirmation bias) a été inventé par le psychologue britannique Peter Cathcart Wason (1924-2003). Pour une expérience publiée en 1960, il a défié des sujets d'identifier une règle s'appliquant à des triplets de nombres. Au début, il leur avait été expliqué que les nombres 2-4-6 correspondaient à la règle. Les sujets pouvaient ensuite générer leurs propres triplets de nombres, et l'expérimentateur leur disait si oui ou non ces triplets étaient conformes à la règle.
Bien que la règle réelle était simplement « une séquence ascendante », les sujets avaient beaucoup de difficulté à arriver à elle, annonçant souvent des règles beaucoup plus spécifiques, tels que « le nombre du milieu est la moyenne du premier et dernier ». Les sujets semblaient ne tester que des exemples positifs, c'est-à-dire des triplets qui obéissaient à leurs hypothèses de règle. Par exemple, s'ils imaginaient que la règle était : « On ajoute 2 au nombre suivant », ils proposaient des triplets qui correspondaient toujours à cette règle (tel que 11-13-15), plutôt que des triplets qui violaient la règle (comme 11-12-19).
Wason admettait une réfutabilité, selon laquelle un test scientifique d'une hypothèse est une tentative sérieuse de l'infirmer. Il a interprété ses résultats comme l'illustration d'une nette préférence pour la confirmation vis-à-vis de l'infirmation, d'où son terme choisi de biais de confirmation, ou bien « biais de vérification ».
Wason employa également le biais de confirmation pour expliquer les résultats de son expérience de tâche de sélection. Dans ce travail, les participants reçoivent une information partielle à propos d'un ensemble d'objets, et ils doivent préciser de quels autres renseignements ils auraient besoin pour conclure si oui ou non une règle conditionnelle (« Si A, alors B ») s'applique. Il a été constaté à maintes reprises que les personnes obtiennent de mauvais résultats sur les différentes formes de ce test, ignorant dans la plupart des cas les informations qui pourraient réfuter la règle.

## Explications
Le biais de confirmation est souvent décrit comme un résultat de traitement automatique. Les individus n'utilisent pas des stratégies de tromperie pour fausser des données, mais ils utilisent des formes de traitement de l'information plus ou moins involontairement. Selon Robert MacCoun, la plupart des traitements biaisés des preuves se produisent involontairement par une combinaison de mécanismes « chauds » (motivés) et « froids » (cognitifs).
Les explications cognitives du biais de confirmation sont basées sur des limitations de la capacité des personnes à gérer des tâches complexes, et les raccourcis, appelés « heuristiques », qu'ils utilisent. Par exemple, les individus peuvent juger la fiabilité d'informations à l'aide de l'heuristique de disponibilité, c'est-à-dire avec quelle facilité une certaine idée vient à l'esprit. Il est également possible que les gens ne puissent se concentrer que sur une seule pensée à la fois, trouvant ainsi difficile de tester en parallèle des hypothèses alternatives. Une autre heuristique est la stratégie de test positif, identifiée par Klayman et Ha, par laquelle les individus vérifient une hypothèse en examinant les cas où ils s'attendent à une propriété ou un événement. Cette heuristique permet d'éviter la tâche difficile (voire impossible) d'analyser comment diagnostiquer chaque question possible. Toutefois, cette méthode n'étant pas universellement fiable, les individus peuvent aussi ignorer les contestations envers leurs croyances existantes.
Les explications de motivation impliquent un effet du désir sur la croyance, parfois appelée « pensée magique ». Il est connu que les individus préfèrent les pensées agréables à celles désagréables dans un certain nombre de manières : cet aspect est dénommé en psychologie principe de Pollyanna ou biais positif. Appliquée à des arguments ou des sources de preuves, ce principe pourrait expliquer pourquoi les conclusions souhaitées sont plus susceptibles d'être considérées comme vraies. Selon des expériences de manipulation de la désirabilité des conclusions, les individus exigent un haut niveau de preuves pour contredire des idées désagréables et un faible niveau pour confirmer des idées préférées. En d'autres termes, ils demandent: « Puis-je croire ? » pour certaines suggestions et « Dois-je croire ? » pour les autres. Bien que la cohérence soit une attitude souhaitable, une exigence excessive de cohérence est une autre source potentielle de biais car elle peut empêcher un individu d'évaluer de manière neutre une information nouvelle ou surprenante. La psychologue social Ziva Kunda (en) combine les théories cognitives et motivationnelles, soutenant que la motivation crée la partialité et que les facteurs cognitifs déterminent l'importance de cet effet.
Des explications en termes d'analyse coût-bénéfice supposent que les individus ne se contentent pas de tester les hypothèses d'une façon désintéressée, mais plutôt en évaluant le coût des différentes erreurs. En reprenant les idées de la psychologie évolutionniste, Jacques Friedrich suggère que les individus ne visent pas principalement à la vérité dans les tests d'hypothèses, mais plutôt à éviter les erreurs les plus coûteuses. Par exemple, les employeurs pourraient poser des questions orientées (test positif) dans les entretiens d'embauche parce qu'ils sont focalisés sur le rejet de candidats inappropriés.
Yaacov Trope et Akiva Liberman complètent cette théorie en prétendant que les individus comparent les deux types d'erreur : accepter une hypothèse fausse ou rejeter une hypothèse vraie. Par exemple, quelqu'un qui sous-estime l'honnêteté d'un ami pourrait le traiter avec méfiance et ainsi sous-estimer l'amitié. En revanche une surestimation de l'honnêteté de l'ami serait moins coûteuse. Dans ce cas, il serait rationnel de chercher, évaluer ou se souvenir des preuves d'honnêteté d'une manière biaisée. Quand quelqu'un donne en première impression celle d'être introverti ou extraverti, des questions qui correspondent à cette impression apparaissent comme plus empathiques. Ceci suggère qu'en parlant à quelqu'un qui semble introverti, il est un signe de meilleures compétences sociales de demander : « Vous sentez vous mal à l'aise dans des situations sociales ? » plutôt que « Aimez-vous les fêtes bruyantes ? »

## Conséquences

### Dans la finance
Le biais de confirmation peut amener les investisseurs à être trop confiants, en ignorant les indices que leur stratégie les conduit à des pertes. Dans des études sur les marchés financiers liés aux résultats d'élections, les investisseurs firent de plus importants bénéfices quand ils résistèrent à ce biais. Par exemple, les participants qui interprétèrent, de manière neutre plutôt que partisane, la prestation d'un candidat lors d'un débat, étaient plus susceptibles de faire des profits.
Pour lutter contre l'effet de biais de confirmation, les investisseurs peuvent essayer d'adopter un point de vue contraire « pour les besoins de l'argumentation ». Une telle technique consiste à imaginer l'effondrement de leurs investissements, et s'interroger alors sur les motifs de cet effondrement.

### Dans le domaine de la santé
Le psychologue américain Raymond S. Nickerson (en) rend le biais de confirmation responsable de l'inefficacité des procédures médicales utilisées durant des siècles, avant l'avènement de la médecine scientifique. Si un patient se rétablissait, les autorités médicales considéraient le traitement comme efficace, plutôt que chercher des explications alternatives, telle qu'une maladie ayant suivi son cours naturel. L'assimilation biaisée est aussi un facteur du charme moderne des médecines alternatives, dont les promoteurs et utilisateurs sont influencés par des effets constatés positifs ou anecdotiques, mais peuvent traiter les preuves scientifiques de manière hyper-critique. De même, les effets espérés ou revendiqués de ces thérapies alternatives prévaudront sur les critiques ou l'absence de preuve de leur efficacité.
La thérapie cognitive a été développée par Aaron Beck au début des années 1960 et est devenue une approche populaire. Selon Beck, le traitement biaisé de l'information est un élément de la dépression. Son approche enseigne aux gens à traiter la preuve de façon impartiale, plutôt que de renforcer sélectivement les perspectives négatives. Les phobies et hypocondries ont également montré qu'elles impliquaient le biais de confirmation dans le traitement de l'information.

### En politique et en droit
Nickerson fait valoir que le raisonnement dans des contextes juridiques et politiques est parfois inconsciemment biaisé, favorisant les conclusions identiques à celles déjà faites par les juges, jurés ou gouvernements. Puisque les preuves dans un procès devant jury peuvent être complexes, et puisque les jurés prennent souvent leur décision au sujet du verdict dès le début du procès, il est raisonnable de s'attendre à un effet de polarisation d'attitude. La prédiction, de jurés devenant plus extrêmes dans leurs opinions en étant confrontés à des preuves plus nombreuses, a été confirmée dans des expériences avec des simulacres de procès. Parce qu'ils ne garantissent pas que les opinions concurrentes soient diffusées, la procédure inquisitoire de la justice pénale peut être plus faussée par le biais de confirmation que la procédure accusatoire.
Le biais de confirmation peut être un élément dans la création ou l'extension de conflits ; des débats chargés émotionnellement jusqu'aux guerres. En interprétant la preuve en leur faveur, chaque partie adverse peut devenir trop confiante dans l'idée qu'elle est dans la meilleure position. D'autre part, le préjugé de confirmation peut amener les gens à ignorer ou mal interpréter les signes d'un conflit imminent ou naissant. Par exemple, les psychologues Stuart Sutherland et Thomas Kida ont chacun fait valoir que l'amiral américain Husband Kimmel a montré un biais de confirmation en sous-estimant les premiers signes de l'attaque de Pearl Harbor.
Une étude des politologues sur deux décennies, par Philip E. Tetlock, démontre que, dans l'ensemble, leurs prédictions ne furent guère plus correctes que le pur hasard. Tetlock divisa ces experts entre les « renards » soutenant de multiples hypothèses, et les « hérissons » plus dogmatiques. En général, les prévisions des hérissons furent beaucoup moins exactes. Tetlock expliqua leur échec par le biais de confirmation, et en particulier, leur incapacité à utiliser les nouvelles informations qui contredisaient leurs précédentes théories.

### Dans la démarche scientifique
Un trait distinctif de la pensée scientifique est la recherche de preuves infirmantes ou confirmantes. Cependant, de nombreuses fois dans l'histoire de la science, les scientifiques ont résisté à de nouvelles découvertes par l'interprétation sélective d'informations ou en ignorant les données défavorables. Des recherches antérieures ont montré que l'évaluation de la qualité des travaux scientifiques semble être particulièrement vulnérable au biais de confirmation. Il a été constaté à plusieurs reprises que les scientifiques évaluent plus favorablement les études qui rapportent des résultats conformes à leurs croyances antérieures, et moins favorablement les études dont les conclusions sont en contradiction avec leurs croyances antérieures. Cependant, en supposant que la question de recherche est pertinente, que le protocole expérimental est adéquat et que les données sont clairement et complètement décrites, les résultats trouvés devraient être d'importance pour la communauté scientifique et ne devraient pas être considérés préjudiciables, peu importe s'ils sont conformes aux prédictions théoriques actuelles. Le biais de confirmation peut donc être particulièrement néfaste pour les évaluations objectives concernant des résultats non conformes, parce que les individus biaisés considéreront certainement les preuves contraires comme faibles et ne se préoccupent guère de réviser leurs croyances. Les innovateurs scientifiques se heurtent souvent à la résistance de la communauté scientifique, et les travaux présentant des résultats controversés sont fréquemment jugés avec sévérité par leurs pairs. Dans le contexte de la recherche scientifique, le biais de confirmation peut soutenir des théories ou des programmes de recherche avec des preuves insuffisantes, voire contradictoires. Le biais de confirmation de l'expérimentateur peut potentiellement affecter le choix des données qui seront présentées. Les données qui entrent en conflit avec les attentes de l'expérimentateur peuvent être plus facilement rejetées comme non fiables, produisant l'effet dénommé « biais de publication ».
Pour combattre cette tendance, la formation scientifique enseigne des moyens d'éviter ou limiter ce biais. La conception des protocoles et plans d'expériences implique ainsi la répartition au hasard et les essais en double aveugle, de même que le processus social d'évaluation par les pairs est pensé pour atténuer l'effet des préjugés individuels des scientifiques, même s'il a été soutenu qu'un tel biais pouvait jouer un rôle dans ce processus d'évaluation.

### Paranormal et pseudo-sciences
Une personne croyant en l'existence de phénomènes paranormaux aura tendance à sélectionner des informations qui confirmeraient leur existence plutôt que des données prouvant le contraire. De la même façon, une personne adhérant à des principes pseudo-scientifiques aura tendance — contrairement au sceptique — à mettre de côté l'absence de preuve ou les critiques scientifiquement fondées, et à chercher des confirmations de ses croyances.